# Segue 1
Segue 1 هو عنقود مغلق أو مجرة قزمة كروية في كوكبة الأسد على بعد يقدر بحوالي 75 الف سنة ضوئية 23 الف فرسخ فلكي من الشمس وتتحرك بعيدا عن الشمس بسرعة تقارب 206 كم / ثانية . اكتشفت في عام 2006 من قبل مسح سلووان الرقمي للسماء (Sloan Extension for Galactic Understanding and Exploration ) (SEGUE) .

## خصائص
Segue 1 واحدة من أصغر وأخفت المجرات التابعة لدرب التبانة ضياؤها الكامل يعادل حوالي 300 مرة ضياء الشمس (قدرها المطلق −1.5) وهذا أصغر بكثير من ضياء عنقود مغلق نموذجي. تشير عمليات الرصد إلى أن كتلتها تبلغ حوالي 0.6 مليون كتلة شمسية، مما يعني أن نسبة كتلة Segue 1 إلى الضوء هي حوالي 3400. وتعتبر هذة النسبة أعلى نسبة كتلة إلى ضوء معروفة لمجرة حتى عام 2011 . نسبة الكتلة إلى الضوء العالية قد تعني أن Segue 1 تهيمن عليها مادة مظلمة. غير أنه من الصعب تقدير كتلة هذه الأجرام الخافتة بسبب التلوث الكبير في المقدمة، التي تضخم تشتت السرعة المتجهة:وبالإضافة إلى ذلك، فإن أي تقدير للكتلة يستند إلى افتراض ضمني بأن الجرم مقيد بالجاذبية، وهو ما قد لا يكون صحيحا إذا كان الجرم في عملية تشتت . وتتكون جمهرة نجوم Segue 1 أساسا من نجوم قديمة تشكلت قبل أكثر من 12 مليار سنة مضت. كما أن معدنية هذه النجوم القديمة منخفض جدا عند [Fe/H] ≈ −2.5 ± 0.8 مما يعني أنها تحتوي على عناصر ثقيلة أقل بحوالي 300 مرة من الشمس. .حاليا لا يوجد تشكل للنجوم في Segue 1. وفشلت القياسات حتى الآن في الكشف عن خط الهيدروجين في Segue 1- الحد الأعلى هو 13 كتلة شمسية
وهناك تقدير لعدد النجوم مايقارب 1000 نجم داخل Segue 1. منها 7 نجوم في مرحلة العملاقة الحمراء . التركيب الكيميائي لهذا الجرم يشير إلى عدم حدوث أي تطور كيميائي كبير منذ تشكل المجرة، وهذا يدعم فكرة أنها قد تكون المجرة الأولى الباقية التي شهدت دفعة واحدة فقط من تشكل النجوم، وهي مجرة أحفورية من الكون المبكر.
تقع Segue 1 في وسط تيار الرامي وتقريبا على نفس المسافة من الشمس. وربما كانت فيما مضى عنقود مغلق لمجرة الرامي الإهليجية القزمة ثم نزعت منها بسبب تأثير قوى الجزر المجرية من مجرة درب التبانة. ومع ذلك، خلصت الدراسات الحديثة إلى أن Segue 1 لا ترتبط في الواقع مع تيار الرامي وأنه لا يجري تمزيقها بشكل مدّي. وإذا كانت Segue 1 مجرة فربما كانت في الماضي مجرة قمرية لمجرة الرامي الإهليجية القزمة .

## وصلة خارجية
- "Found:Heart of Darkness". W.M. Keck Observatory. مؤرشف من الأصل في 2016-03-10. اطلع عليه بتاريخ 2017-10-19.